# Gopal Krishna Gokhale
Gopal Krishna Gokhale [gåka'lei], indisk politiker, född 9 maj 1866 i Kolhapur, död 19 februari 1915 i Poona, från en fattig bakgrund, var lärare i Poona till 1902, blev en bland de främste ledarna av anhängarna av indiska nationalkongressen, var 1900-1902 medlem av lagstiftande rådet i Bombay och därefter från 1902 till sin död "icke-officiell medlem" av vicekungens högsta lagstiftande råd. 
Gokhales indiska nationalism var moderat och förenad med lojalitet mot brittiska kronan, och hans idéer om indisk självstyrelse inom riket har i hög grad påverkat de författningsreformer, som regeringen några år efter hans död införde. Med Gokhales död förlorade den moderata riktningen inom den nationella indiska rörelsen sin inflytelserikaste målsman, och mot England fientliga ytterlighetsmän fick därpå överhand vid nationalkongresserna. Hans Speeches utgavs i urval 1908.